# Nürnberger Versicherungscup 2016
Nuremberg Cup 2016 — професійний тенісний турнір, що проходив на кортах з ґрунтовим покриттям. Це був четвертий за ліком турнір. Належав до Туру WTA 2016. Відбувся в Нюрнбергу (Німеччина). Тривав з 15 до 21 травня 2016.

## Очки і призові гроші

### Розподіл очок
| Дисципліна       | П   | Ф   | ПФ  | ЧФ | 1/8 | 1/16 | Q   | Q2  | Q1  |
| Одиночний розряд | 280 | 180 | 110 | 60 | 30  | 1    | 18  | 12  | 1   |
| Парний розряд    | 280 | 180 | 110 | 60 | 1   | Н/Д  | Н/Д | Н/Д | Н/Д |

### Розподіл призових грошей
| Дисципліна       | П       | F       | ПФ     | ЧФ     | 1/8    | 1/16   | Q2   | Q1   |
| Одиночний розряд | €34,677 | €17,258 | €9,274 | €4,980 | €2,742 | €1,694 | €823 | €484 |
| Парний розряд    | €9,919  | €5,161  | €2,770 | €1,468 | €774   | Н/Д    | Н/Д  | Н/Д  |

## Учасниці основної сітки в одиночному розряді

### Сіяні
| Країна    | Гравчиня          | Рейтинг1 | Сіяна |
| --------- | ----------------- | -------- | ----- |
| Італія    | Роберта Вінчі     | 7        | 1     |
| Німеччина | Лаура Зігемунд    | 38       | 2     |
| Німеччина | Анніка Бек        | 41       | 3     |
| Україна   | Леся Цуренко      | 42       | 4     |
| Німеччина | Сабіне Лісіцкі    | 44       | 5     |
| Японія    | Місакі Дой        | 45       | 6     |
| Німеччина | Анна-Лена Фрідзам | 50       | 7     |
| Казахстан | Юлія Путінцева    | 54       | 8     |

- 1 Рейтинг подано станом на 9 травня 2016.

### Інші учасниці
Нижче наведено учасниць, які отримали вайлдкард на участь в основній сітці:
- Міра Антоніч
- Катаріна Герлах
- Катаріна Гобгарскі

Нижче наведено гравчинь, які пробились в основну сітку через стадію кваліфікації:
- Кікі Бертенс
- Ольга Фрідман
- Барбора Крейчикова
- Татьяна Марія
- Марина Мельникова
- Штефані Фогт

Такі тенісистки потрапили в основну сітку як щасливі лузери:
- Крістіна Діну
- Антонія Лоттнер

### Знялись з турніру
До початку турніру
- Мона Бартель → її замінила  Каріна Віттгефт
- Анджелік Кербер → її замінила  Анастасія Севастова
- Медісон Кіз → її замінила  Полона Герцог
- Карін Кнапп → її замінила  Бетані Маттек-Сендс
- Бетані Маттек-Сендс → її замінила  Антонія Лоттнер
- Анастасія Севастова → її замінила  Крістіна Діну

Під час турніру
- Леся Цуренко

### Завершили кар'єру
- Ірина Фалконі

## Учасниці основної сітки в парному розряді

### Сіяні
| Країна     | Гравчиня           | Країна      | Гравчиня            | Рейтинг1 | Сіяна |
| ---------- | ------------------ | ----------- | ------------------- | -------- | ----- |
| Нідерланди | Кікі Бертенс       | Швеція      | Юганна Ларссон      | 103      | 1     |
| Грузія     | Оксана Калашникова | Німеччина   | Татьяна Марія       | 106      | 2     |
| Румунія    | Ралука Олару       | Ліхтенштейн | Штефані Фогт        | 128      | 3     |
| Росія      | Віра Душевіна      | Австралія   | Анастасія Родіонова | 129      | 4     |

- 1 Рейтинг подано станом на 9 травня 2016.

### Інші учасниці
Нижче наведено пари, які отримали вайлдкард на участь в основній сітці:
- Катаріна Гобгарскі /  Каріна Віттгефт
- Сандра Клеменшиц /  Антонія Лоттнер

### Знялись з турніру
Під час турніру
- Анна-Лена Фрідзам (травма поперекового відділу хребта)

## Переможниці

### Одиночний розряд
- Кікі Бертенс —  Маріана дуке-Маріньйо, 6–2, 6–2

### Парний розряд
- Кікі Бертенс /  Юганна Ларссон —  Аояма Сюко /  Рената Ворачова, 6–3, 6–4